# Maroš Šefčovič
Maroš Šefčovič (24 de julio de 1966, Bratislava) es un político y diplomático eslovaco. Actualmente es el Comisario de Comercio y Seguridad Económica; Relaciones Interinstitucionales y Transparencia de la Comisión Europea, en la Comisión von der Leyen II (2024-2029). Anteriormente fue vicepresidente ejecutivo de la Comisión Europea y comisario de Relaciones Interinstitucionales y Prospectiva en la Comisión Von der Leyen I (2019-2024), mismos cargos que ocupó en la Comisión Barroso II (2009-2014). En la Comisión Juncker (2014-2019) fue comisario de la Unión de la Energía.
Tras haber estudiado Economía en la universidad de Bratislava[¿cuál?], se especializa en el Instituto Estatal de Relaciones Internacionales de Moscú durante cinco años entre 1985 y 1990 en los que vive en la Unión Soviética. Después, obtiene el grado de doctor en Derecho en la Universidad Comenius en 1990.
Tras haber sido consejero del viceministro de Asuntos Exteriores, ocupa el cargo de secretario y cónsul en la embajada checoslovaca de Zimbabue en 1992 y después en la embajada de Ottawa. Vuelve a Eslovaquia en 1995 y en 1998 es nombrado director del gabinete del ministro de Asuntos Exteriores y después embajador en Tel Aviv (1999) y representante permanente de Eslovaquia en la Unión Europea ya en 2004. El 1 de octubre de 2009, reemplaza a Ján Figeľ y se convierte en miembro de la Comisión Europea a cargo de la educación, la formación, la cultura y la juventud. El 27 de noviembre de 2009 es nombrado vicepresidente y comisario de Relaciones Interinstitucionales y Administración.